# Lenfilm
Lenfilm (russisch Ленфильм) ist eines der größten Filmproduktionsunternehmen Russlands, das aus dem ältesten Filmstudio des Landes hervorging. Es hat seinen Sitz in Sankt Petersburg.

## Geschichte
Das heutige Lenfilm ging aus einer Filmfabrik hervor, die im Jahre 1908 vom Ingenieur Wladislaw Karpinski gegründet wurde. Sie hieß zunächst Omnium-Kino und spezialisierte sich auf Chroniken und Dokumentationen.
Nach der Oktoberrevolution 1917 wurde das Unternehmen verstaatlicht und trug einige Jahre lang den Namen Sewsapkino. In den 1920er Jahren produzierte das Filmstudio unter verschiedenen Namen. Im Abspann der damaligen Filme erkennt man dieses Studio an den Namen: Kinosewer (übersetzt etwa: „Nordkino“), Goskino („Staatliches Kino“), Leningradkino, Sowkino („Sow[jetisches] Kino“), Sojuskino („Union[s]kino“), Rosfilm („Rus[sischer] Film“) oder Sojusfilm („Union[s]film“) – in dieser Reihenfolge.  Seit 1934 heißt das Studio schließlich Lenfilm, wobei die ersten drei Buchstaben von Leningrad abgeleitet wurden, dem Namen Sankt Petersburgs in den Jahren 1924–1991. Ebenfalls seit 1934 bis heute ist das Reiterstandbild Peters des Großen in Sankt Petersburg Der eherne Reiter (russisch Медный всадник / Medny wsadnik) von dem französischen Bildhauer Étienne-Maurice Falconet das Erkennungszeichen von Lenfilm. Im Jahre 1942 wurde das Filmstudio nach Alma-Ata evakuiert und blieb dort bis 1944.
Dort war eine Reihe berühmter Regisseure tätig, darunter Sergei Eisenstein, Sergei Gerassimow oder Wladimir Menschow. Lenfilm entwickelte sich von Beginn an kontinuierlich zu einem der führenden sowjetischen, später russischen, Filmstudios und produzierte bislang insgesamt rund 1500 Filme.
Am 28. August 2007 wurde Wjatscheslaw Nikolajewitsch Telnow (* 1958) Generaldirektor von Lenfilm. Er war von 1998 bis 2007 Direktor des St. Petersburger Studios für Dokumentarfilme.